# Майборода Олег Вікторович
Олег Вікторович Майборода (народився 2 червня 1971 у Дніпродзержинську) — український дитячий письменник, автор близько трьох десятків книжок, лауреат літературної премії імені Василя Юхимовича.

## Життєпис
Закінчив Дніпродзержинське медичне училище за фахом «Сестринська справа». З 1992 року працює масажистом у Першій дніпродзержинській поліклініці.

## Захоплення
У 2012 році «з нуля» почав освоювати саксофон. Наразі вже має репертуар приблизно на годину.

## Відзнаки
У 2011 та 2013 роках став лауреатом «Фестивалю української книги» у Феодосії.
У 2014 році став лауреатом премії імені Леся Мартовича (м. Жовква) та премії імені Василя Юхимовича (м. Коростень).
30 квітня 2022 року став Кавалером Ордену Усмішки.
У 2025 році став лауреатом Літературної премії імені Платона Воронька.